# Кристин Флере-Фльори
Кристин Флере-Фльори (на френски: Christine Féret-Fleury) е френска писателка, авторка на произведения в жанровете съвременен роман за юноши и детска литература.

## Биография и творчество
Флере-Фльори е родена във Франция през 1961 г.
Завършва „Литература“. В продължение на няколко години специализира в областта на операта, след което прави кариера в издателската дейност на Пиер Маршанд.
През 1996 г. публикува първата си книга за деца „The Little Tamour“.
През 1999 г. е издаден първият ѝ роман за юноши „Les vagues sont douces comme des tigres“ (Вълните са сладки като тигри), за който получава наградата „Антигона“.
От 2001 г. напуска работата си и се посвещава на писателската си кариера. Редактор е на изданията „Les 400 Coups France“.
Кристин Флере-Фльори живее със семейството си в Прованс.

## Произведения
Самостоятелни романи
- Les vagues sont douces comme des tigres (1999) – награда „Антигона“
- Dans le miroir (2000)
- L’Évier (2001)
- Sept Péchés (2003)
- Serial Blogger (2009)
- La fille qui lisait dans le métro (2017)
Момичето, което четеше в метрото, изд.: „Сиела“, София (2018), прев. Паулина Мичева

### Детска литература
- Le Petit Tamour (1996)
- Premier Galop (1999) – с Режин Детамбел
- Moi, j’aime pas Halloween (2000)
- Fées, fantômes, farfadets (2000)
- Le Prince Grenouille (2001)
- Baisse pas les bras, papa ! (2001)
- Le plus grand chapeau du monde (2002)
- Le Coffre hanté (2002) – с Джийн-Гюлом Фере
- Le Dormeur du Val (2002)
- L’Apocalypse est pour demain (2002)
- L’Assassin est sur son trente et un (2003)
- Certains l’aiment froid (2003)
- Le Démon de la vague (2003) – с Женевиев Лекуртие
- La Tour du silence (2003)
- Chaân la rebelle (2003) – награди „Lecteurs en Herbe“ и „Ruralivres“
- La Caverne des trois soleils (2004) – награда „Collégiens du Doubs“
- La Montagne du destin (2004)
- La Marmotte a disparu (2004)
- Un cheval en danger (2004)
- Qui a peur du loup ? (2005)
- Sauvons les oiseaux ! (2005)
- Le Chamois blessé (2005)
- Le Poney sauvage (2006)
- Un aigle dans la neige (2006)
- L’Ourson perdu (2007)
- S.O.S. Titanic : journal de Julia Facchini, 1912 (2005)
- Contes d’Indonésie, les aventures du Kanchil (2005) – с Женевиев Лекуртие
- J’ai suivi la Ligne bleue (2005) – награда „Ruralivres“
- Le Temps des cerises (2006)
- Cendrillon (2006)
- L’Appel du Templier (2007)
- Une nuit. Motus, 2007)
- Les cendres de Pompéi (2010)
- Au bois dormant (2014)

#### Серия „Атлантите“ (Atlantis) – с Маделин Флере-Фльори
1. L'héritière (2008)
2. La Reine Noire (2009)
3. Le Maître des miroirs (2010)